# Prime time (roman)
Prime time är en kriminalroman från 2002 av Liza Marklund. Bokens huvudperson är journalisten Annika Bengtzon.

## Handling
Den fjärde boken om kvällstidningsreportern Annika Bengtzon handlar om mordet på TV-stjärnan Michelle Carlsson. Hon skjuts till döds och den som är skyldig måste finnas bland de tolv människor som firat midsommar med Michelle på slottet Yxtaholm i Sörmland. 
En av dessa tolv är Annika Bengtzons bästa väninna, Anne Snapphane. Annika sätts att bevaka fallet för Kvällspressen. Samtidigt genomgår hennes förhållande med Thomas en kris.